# Irmgard Franke-Dressler
Irmgard Franke-Dressler (* 1946 in Lüdenscheid) ist eine deutsche Politikerin der Grünen. Sie lebt und arbeitet seit 1963 in Berlin und war dort Vorsitzende des Landesverbands.

## Leben
Franke-Dressler absolvierte eine Ausbildung als Werbegrafikerin. 
Sie ist verheiratet und hat zwei erwachsene Kinder.

## Politik
Irmgard Franke-Dressler ist seit 1990 Mitglied der Grünen. Von 2007 bis 2011 war sie eine von zwei gleichberechtigten Landesvorsitzenden der Berliner Grünen. Franke-Dressler gehört dem Bündnis-90-Die-Grünen-Kreisverband Steglitz-Zehlendorf an.